# Aintree
Aintree är en by i Aintree Village civil parish i distriktet Sefton utanför Liverpool i Nordvästra England. I byn ligger galoppbanan Aintree Racecourse där Grand National rids och racerbanan Aintree Circuit. 